# قانون ۱۰۷٪
قانون ۱۰۷٪ یک قانون ورزشی است که جلسات تعیین خط مسابقات فرمول یک را تحت تأثیر قرار می‌دهد. در مرحله اول مقدماتی، اگر پیست خشک باشد، هر راننده‌ای که در اولین جلسه مقدماتی حذف شود و نتواند در ۱۰۷ درصد از سریع‌ترین زمان در آن جلسه دور بگذارد، مجاز به شروع مسابقه بدون اجازه از ناظران مسابقه نخواهد بود. به عنوان مثال، اگر سریع‌ترین دور کیو۱(Q1) ۶۰ ثانیه بود، هر راننده‌ای که در جلسه حذف می‌شود باید حداقل یک دور را در ۶۴٫۲ ثانیه طی کند تا حضور در مسابقه را تضمین کند. این قانون برای فصل ۱۹۹۶ وضع شد و تا سال ۲۰۰۲ همچنان ادامه داشت. این قانون برای فصل ۲۰۱۱ با تغییرات جزئی به دلیل عدم موفقیت در مرحله مقدماتی، مجدداً مطرح شد.

## تاریخچه

### معرفی
هیئت حاکم فرمول یک، فدراسیون بین‌المللی اتومبیل‌رانی (فیا)، قانون ۱۰۷٪ را در شورای جهانی ورزش‌های موتوری در ژوئن ۱۹۹۵، بلافاصله قبل از جایزه بزرگ فرانسه معرفی کرد. این به دنبال توصیه کمیسیون فرمول یک، یک کارگروه از نمایندگان فرمول یک، برای معرفی چنین اقدامی انجام شد.

### کابرد
قانون ۱۰۷٪ در جایزه بزرگ استرالیا ۱۹۹۶ وضع شد. این قانون فورا نقض شد، زیرا رانندگان تیم فورتی، لوکا بادوئر و آندریا مونترمینی نتوانستند در ۱۰۷ درصد زمان پول پوزیشن ژاک ویلنوو قرار بگیرند.

### معرفی مجدد
در آغاز فصل ۲۰۱۰، رئیس جدید فیا، ژان تاد ابراز کرد که طرفدار معرفی مجدد قانون ۱۰۷٪ است، زیرا سیستم صلاحیت، دوباره تغییر کرده‌است به طوری که تمام جلسات با سطح سوخت پایین انجام می‌شود.
در ۲۳ ژوئن، شورای جهانی ورزش‌های موتوری تعیین کرد که قانون ۱۰۷٪ برای فصل ۲۰۱۱ مجدداً وضع خواهد شد. این قانون فقط در اولین جلسه از سه جلسه تعیین خط هر مسابقه اعمال می‌شود.

## سایر رشته‌های مسابقه‌ای
قانون ۱۰۷٪، یا تغییرات آن، در سایر سری‌های اتومبیل‌رانی نیز استفاده شده‌است.

### فرمول ای
فرمول ای یک قانون ۱۱۰٪ جایگزین را در صلاحیت اعمال می‌کند. متصدیان مسابقه اختیار دارند که به رانندگانی که قانون را نقض می‌کنند اجازه دهند در مسابقه شرکت کنند، معمولاً با مشاهده زمان‌های ثبت شده در جلسات تمرینی. این قاعده معمولاً هنگامی نقص می‌شود که راننده نتواند به موقع به دور مقدماتی خود وارد شود یا به دلیل باطل شدن دور تعیین خط (بنابراین فقط دور ورودی او ثبت می‌شود). خراب شدن اتومبیل یا تصادف در طول جلسه نیز می‌تواند منجر به نقض این قانون توسط یک راننده شود. تاکنون موقعیتی پیش نیامده است که یک راننده اجازه شرکت در این مسابقه را نداشته باشد.

### نسکار
نسکار از قانون مشابه‌ای برای مسابقات این مجموعه استفاده می‌کند، جایی که اتومبیل‌ها باید در ۱۱۵٪ از سریعترین دور تعیین شده در تمرین نهایی باشند.